# 薩瓦1908足球會
薩瓦1908足球會（Associazione Calcio Savoia 1908）是一支位於意大利托雷安農齊亞塔的職業足球會。

## 外部連結
- （意大利文） Official homepage （页面存档备份，存于）